# مگدالنا ریشتر
مگدالنا ریشتر (انگلیسی: Magdalena Richter؛ زادهٔ ۷ ژوئیهٔ ۱۹۹۲) بازیکن فوتبال اهل آلمان است.
از باشگاه‌هایی که در آن بازی کرده‌است می‌توان به باشگاه فوتبال بوخوم اشاره کرد.